# División Keeler

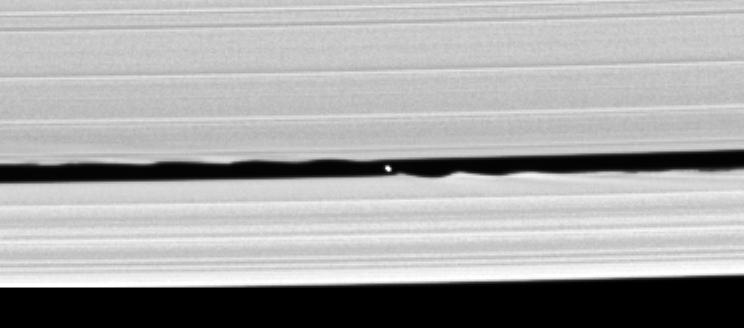
Imagen del satélite Dafne obtenida por la sonda Cassini mostrando las ondas inducidas en los bordes de la división Keeler.

La división Keeler es un hueco de 42 kilómetros de anchura en el anillo A de Saturno. Está situada aproximadamente a 250 kilómetros del borde exterior del anillo A. La división recibe el nombre del astrónomo James Edward Keeler. Un pequeño satélite pastor descubierto el 1 de mayo de 2005, Dafne, orbita dentro de él, mientras guarda la división.